# Apagador (luz)

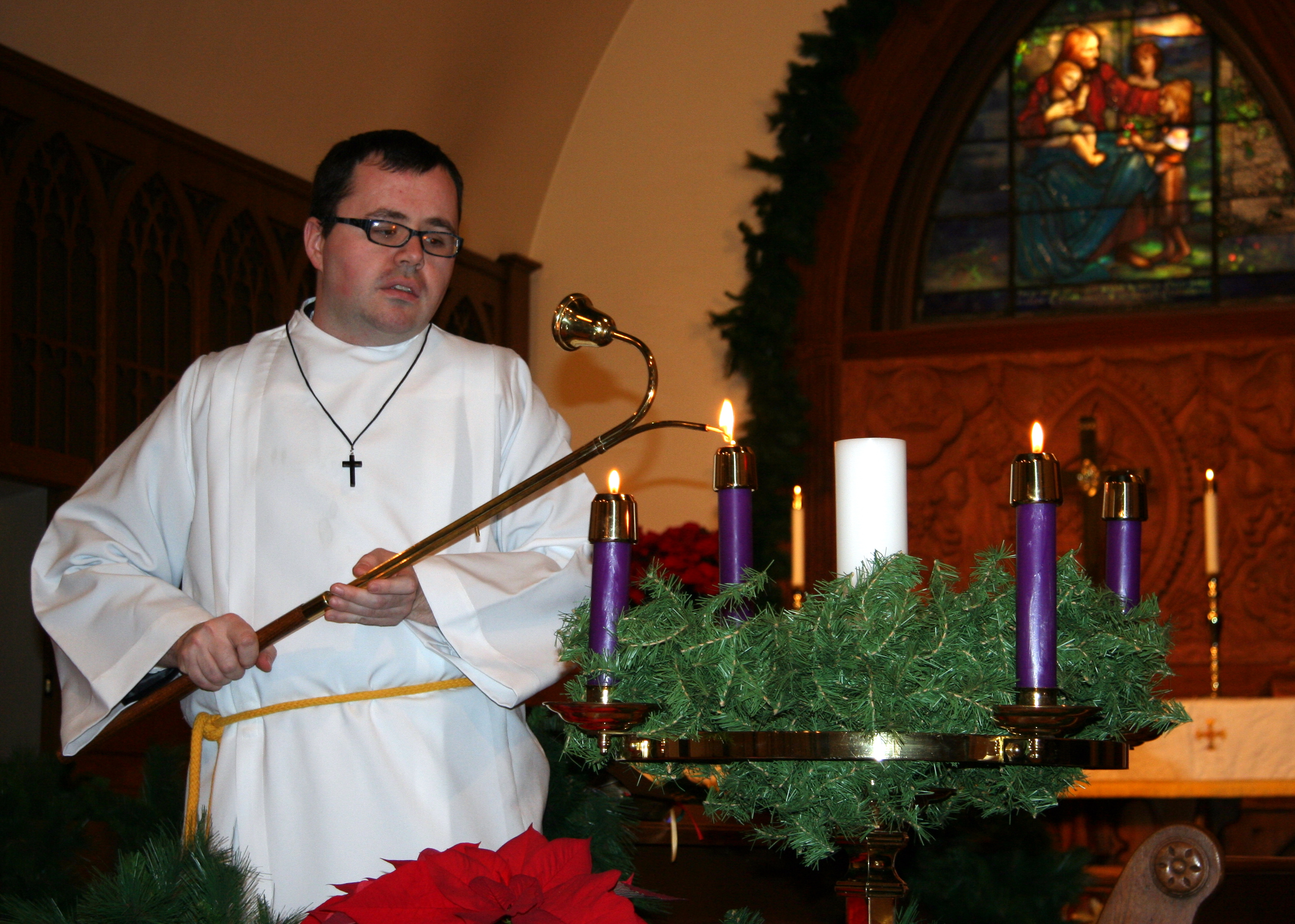
Acólito con instrumento apagador y encendedor

Se llama apagador a cualquier instrumento destinado a apagar la luz. Más en concreto, se denomina apagador o matacandelas a la pieza de metal hueca y de figura cónica que sirve para apagar las velas desde una cierta distancia para evitar quemarse la mano o el vestido. Para ello, consta de una vara o caña a la que va sujeta la pieza. 
Es instrumento habitual de los acólitos y sacristanes que lo usan para apagar los cirios y velas de las iglesias y catedrales. 